# Норт-Бенд (Орегон)
Норт-Бенд (англ. North Bend) — місто (англ. city) в США, в окрузі Кус штату Орегон. Населення — 10 317 осіб (2020).

## Географія
Норт-Бенд розташований за координатами 43°24′26″ пн. ш. 124°14′4″ зх. д. / 43.40722° пн. ш. 124.23444° зх. д. (43.407163, -124.234483).  За даними Бюро перепису населення США в 2010 році місто мало площу 13,19 км², з яких 10,15 км² — суходіл та 3,04 км² — водойми.

### Клімат
| Клімат : Норт-Бенд      | Клімат : Норт-Бенд | Клімат : Норт-Бенд | Клімат : Норт-Бенд | Клімат : Норт-Бенд | Клімат : Норт-Бенд | Клімат : Норт-Бенд | Клімат : Норт-Бенд | Клімат : Норт-Бенд | Клімат : Норт-Бенд | Клімат : Норт-Бенд | Клімат : Норт-Бенд | Клімат : Норт-Бенд | Клімат : Норт-Бенд |
| Показник                | Січ.               | Лют.               | Бер.               | Квіт.              | Трав.              | Черв.              | Лип.               | Серп.              | Вер.               | Жовт.              | Лист.              | Груд.              | Рік                |
| Абсолютний максимум, °C | 23,3               | 27,8               | 31,1               | 32,8               | 34,4               | 33,3               | 36,7               | 35,6               | 36,7               | 35,0               | 25,6               | 21,1               | 36,7               |
| Середній максимум, °C   | 11,9               | 12,6               | 13,1               | 14,0               | 15,9               | 17,6               | 19,1               | 19,6               | 19,3               | 17,1               | 13,7               | 11,6               | 15,4               |
| Середній мінімум, °C    | 4,7                | 4,7                | 5,4                | 6,3                | 8,4                | 10,4               | 11,6               | 11,7               | 10,1               | 7,8                | 6,1                | 4,4                | 7,6                |
| Абсолютний мінімум, °C  | −8,9               | −10                | −7,8               | −2,8               | −3,3               | 0,6                | 3,3                | 0,0                | −1,1               | −3,3               | −6,7               | −10,6              | −10,6              |
| Норма опадів, мм        | 259                | 191                | 199                | 131                | 86                 | 50                 | 12                 | 16                 | 40                 | 120                | 257                | 283                | 1644               |
| Днів з опадами          | 19,8               | 17,3               | 19,9               | 17,0               | 13,3               | 10,2               | 4,8                | 4,9                | 6,2                | 12,4               | 20,1               | 19,8               | 165,5              |
| ----------------------- | ------------------ | ------------------ | ------------------ | ------------------ | ------------------ | ------------------ | ------------------ | ------------------ | ------------------ | ------------------ | ------------------ | ------------------ | ------------------ |
| Джерело: NOAA           |                    |                    |                    |                    |                    |                    |                    |                    |                    |                    |                    |                    |                    |

## Демографія
Згідно з переписом 2010 року, у місті мешкало 9695 осіб у 4113 домогосподарствах у складі 2495 родин. Густота населення становила 735 осіб/км².  Було 4450 помешкань (337/км²).
Расовий склад населення:
| - 89,3 % — білих - 2,3 % — корінних американців - 1,7 % — азіатів - 0,3 % — чорних або афроамериканців - 0,2 % — вихідців з тихоокеанських островів - 1,3 % — осіб інших рас |

До двох чи більше рас належало 4,9 %. Частка іспаномовних становила 5,8 % від усіх жителів.
За віковим діапазоном населення розподілялося таким чином: 21,9 % — особи молодші 18 років, 60,5 % — особи у віці 18—64 років, 17,6 % — особи у віці 65 років та старші. Медіана віку мешканця становила 41,3 року. На 100 осіб жіночої статі у місті припадало 91,0 чоловіків;  на 100 жінок у віці від 18 років та старших — 88,3 чоловіків також старших 18 років.
Середній дохід на одне домашнє господарство  становив 56 296 доларів США (медіана — 43 586), а середній дохід на одну сім'ю — 70 945 доларів (медіана — 55 083). Медіана доходів становила 42 259 доларів для чоловіків та 34 773 долари для жінок. За межею бідності перебувало 13,2 % осіб, у тому числі 16,0 % дітей у віці до 18 років та 7,2 % осіб у віці 65 років та старших.
Цивільне працевлаштоване населення становило 3818 осіб. Основні галузі зайнятості: освіта, охорона здоров'я та соціальна допомога — 23,8 %, роздрібна торгівля — 17,2 %, науковці, спеціалісти, менеджери — 14,5 %, мистецтво, розваги та відпочинок — 13,1 %.